# Edward England

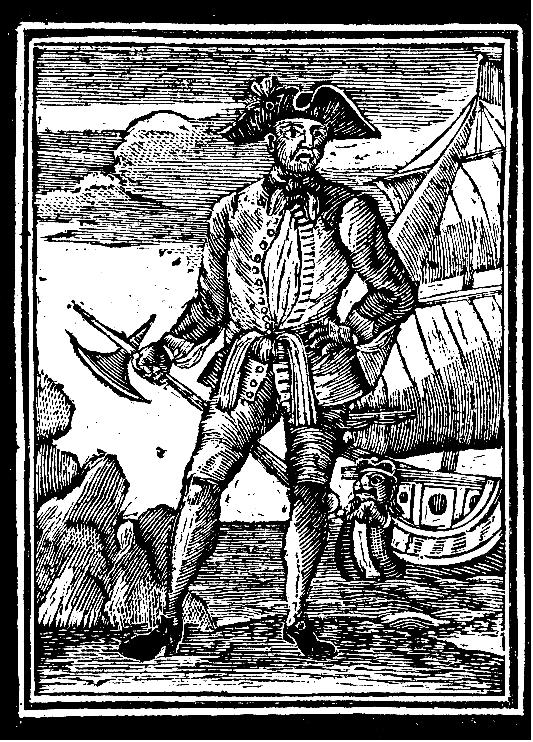
Edward England.

Bandera pirata de Edward England.

Edward Seegar (Reino de Irlanda, 1685 -  Reino de Imerina, 1719/1720) fue un pirata de origen irlandés. 
En 1717 Seegar trabajó como parte de la tripulación de un barco con rumbo a Jamaica, el cual fue tomado por piratas al mando de un tal capitán Winter. En manos de los aventureros, tomó la decisión de ser parte de la tripulación. El siguiente año, bajo el nombre de "Edward England", se independizó. 
Para ese tiempo los piratas obtuvieron el perdón del rey para aquellos que abandonaran el pillaje. England rehusó y continuó su labor. Sin embargo, el gobernador de Bahamas atacó su fuerte y el pirata decidió entonces trasladarse hacia la costa occidental de África. En ese rumbo asaltó el barco Cadogan bajo el mando de un capitán Skinner, quien había sido un antiguo patrón de England con el que había tenido problemas tiempo atrás. Debido a estos antecedentes, el pirata se vengó torturando y al final matando al desafortunado con un tiro en la cabeza.
Con el tiempo England se hizo de una importante flota. Bajo el mando del Royal James realizó sus incursiones en la costa Africana en la primavera de 1719 donde asaltaron y quemaron barcos. Después de un ataque fallido a un castillo en Cape Coast los piratas de England realizaron un sinnúmero de fechorías en un poblado vecino.
Por decisión de los aventureros, decidieron trasladase a la isla de Madagascar. En ese momento England tenía bajo su mando el Fancy, un potente barco holandés.
La bandera que lucía Edward England en sus barcos, una calavera sobre dos tibias, es la bandera que popular e indisolublemente se ha asociado a los piratas de todas las épocas y lugares, siendo este hecho falso ya que cada pirata lucía su propio diseño.[cita requerida] (véase Jolly Roger).

## El capitán Macrae
En 1720 England se encontró con dos barcos ingleses y uno neerlandés perteneciente a la East India Company, los cuales desafiaron a los piratas y les causaron un considerable número de bajas. Uno de los barcos atacantes era el Cassandra, que resultó destruido, y cuyo capitán era James Macrae quien dejó testimonio de los hechos. Macrae huyó con parte de su tripulación a una costa cercana con los piratas tras de ellos, aunque terminaron rindiéndose debido al estado paupérrimo y de hambre en que se encontraban. Una vez en el barco pirata, Macrae fue reconocido por algunos piratas que habían trabajado para él en años anteriores. Ellos destacaron su coraje y England incluso abogó por él en contra de aquellos que querían asesinarlo, entre ellos un capitán Taylor. Entre los que defendían a Macrae se encontraba un personaje de grandes bigotes, rodeado de pistolas, y pata de palo que muchos piensan fue modelo para el personaje de Long John Silver en la novela La Isla del Tesoro, de Robert Louis Stevenson.
Al final, emborracharon a Taylor con ron y le convencieron de liberar a Macrae, quien recibió el barco Fancy y algunas municiones, pero poca comida y agua para que partiese. Los piratas, a su vez, se hicieron del barco Cassandra. England, sin embargo, sería despojado del mando por los parciales de Taylor y terminó abandonado junto a otros tres camaradas en la isla Mauricio sin provisiones suficientes. Allí sobrevivieron, armaron un pequeño bote y tomaron rumbo a Madagascar. 
Edward England acabó en la mendicidad y murió pobre. A pesar de su trayectoria, se le recuerda como un pirata piadoso con sus cautivos.